# 牛筋藤
盤龍木，又名牛筋藤、盤龍藤、馬來藤或包飯果藤，为桑科盤龍木属（Malaisia）的一個物種，原生於亞洲東南部、澳洲與美拉尼西亞。